# Пакарановые

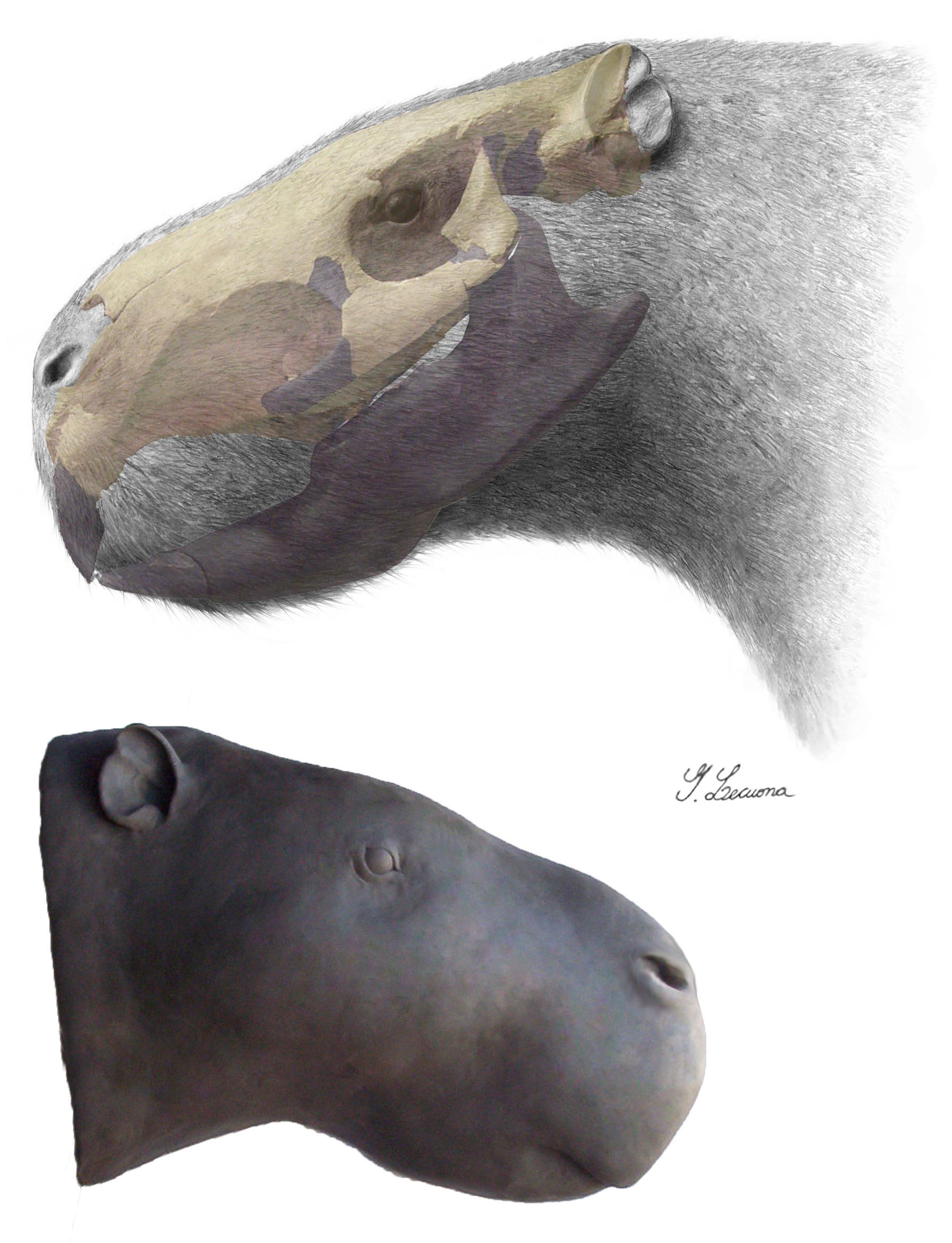
Реконструкция головы Josephoartigasia monesi

Пакарановые (лат. Dinomyidae) — реликтовое семейство южноамериканских грызунов, включающее один современный и множество вымерших видов. К этому семейству относились крупнейшие из известных науке вымерших грызунов: достигавшая размеров бизона Josephoartigasia monesi и более мелкая Josephoartigasia magna. Эти звери занимали в Южной Америке экологическую нишу крупных травоядных в те времена, когда этот континент был изолирован от Северной Америки. Единственный доживший до наших дней представитель семейства (пакарана) имеет длину тела 73—79 см и вес 10—15 кг.

## Систематика
- Семейство Dinomyidae
  - †Pseudodiodomus incertae sedis
  - †Agnomys incertae sedis
  - Подсемейство Eumegamyinae
    - †Doellomys
    - †Gyriabrus
    - †Briaromys
    - †Tetrastylus
    - †Colpostemma
    - †Orthomys
    - †Eumegamys
    - †Pseudosigmomys
    - †Pentastylodon
    - †Eumegamysops
    - †Telicomys
    - †Perumys
    - †Josephoartigasia[3]

  - Подсемейство Potamarchinae
    - †Scleromys
    - †Olenopsis
    - †Simplimus
    - †Eusigmomys
    - †Potamarchus

  - Подсемейство Dinomyinae
    - Dinomys — Пакарана
    - †Telodontomys